# Duartea daphne
Duartea daphne är en stekelart som först beskrevs av Girault 1917.  Duartea daphne ingår i släktet Duartea och familjen puppglanssteklar. Inga underarter finns listade i Catalogue of Life.